# Belichtungsmesser

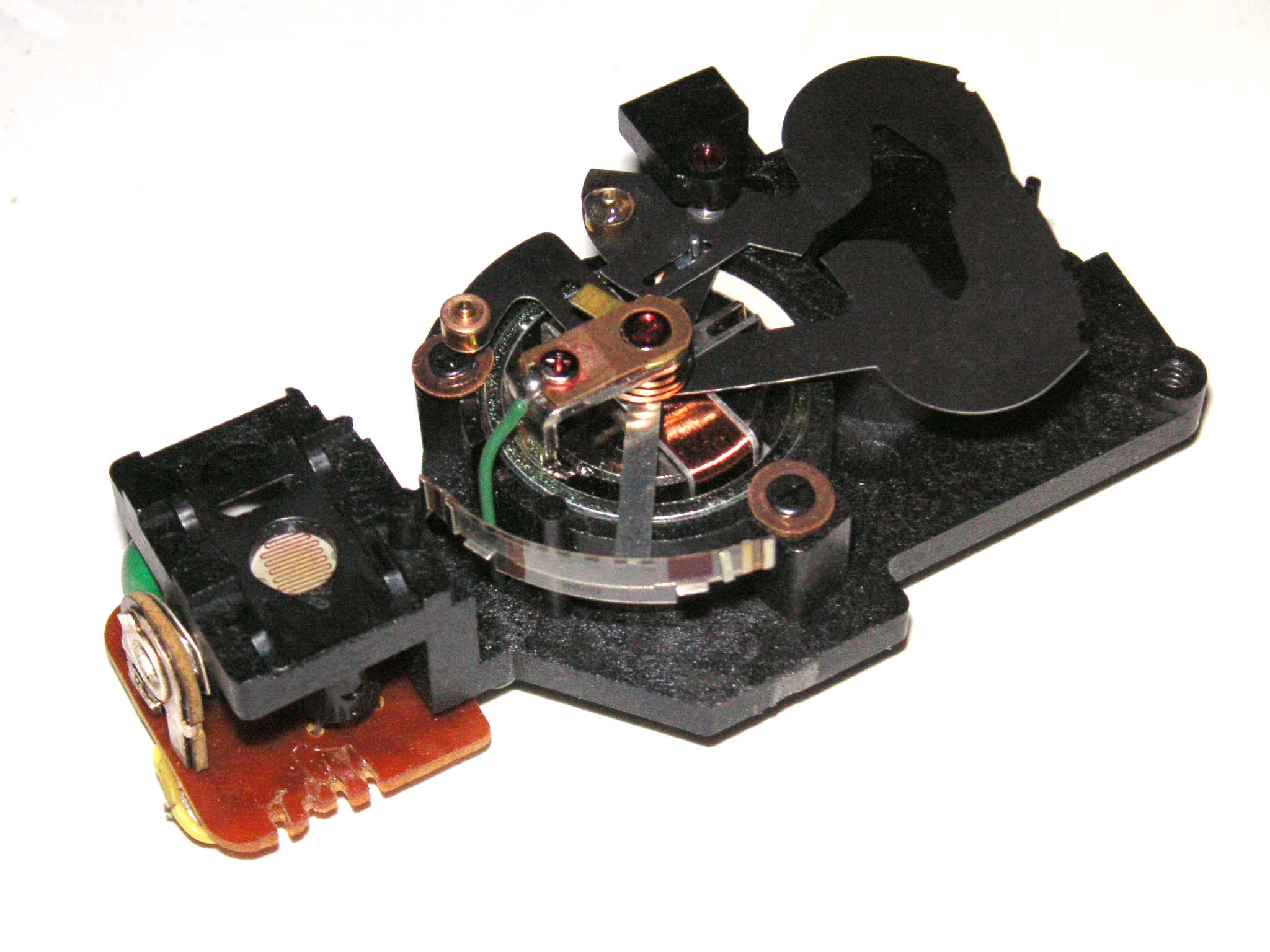
Automatischer Belichtungsmesser

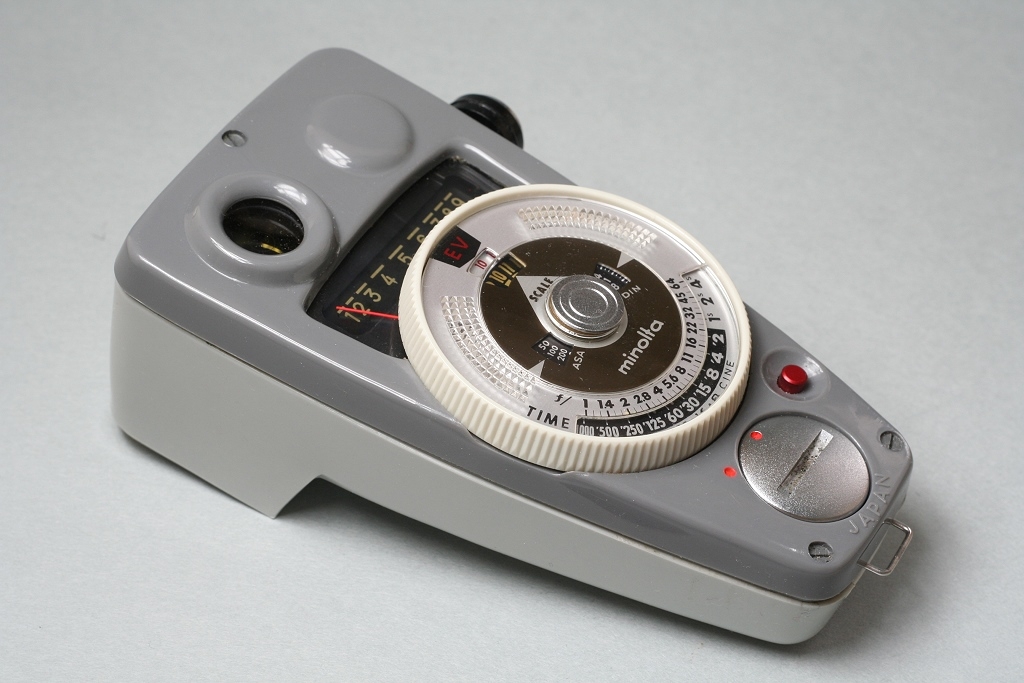
Analoger Handbelichtungsmesser

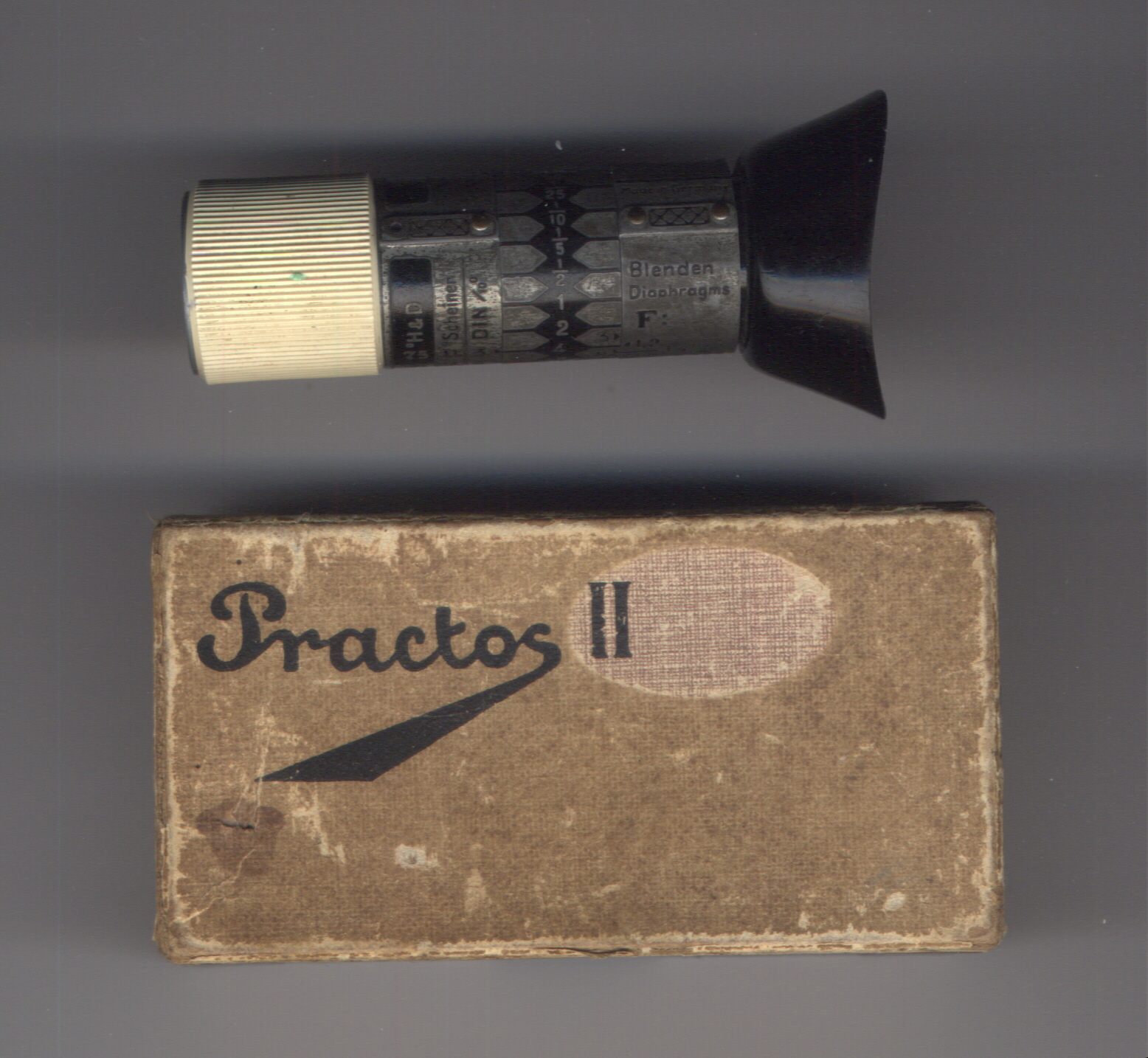
"Practos II", optischer Belichtungsmesser; der Belichtungsmesser arbeitet rein optisch, die Belichtung wird auf einer optischen Skala ermittelt, wobei der Belichtungswert dem angezeigten Wert entspricht, der gerade noch sichtbar ist.

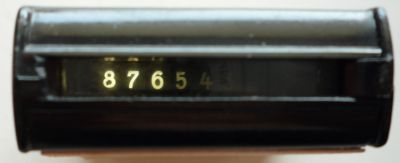
Skala eines optischen Belichtungsmessers, ähnlich dem oben gezeigten "Practos II"

Ein Belichtungsmesser ist ein Fotometer und dient in der Fotografie oder in der Filmfotografie dazu, die Helligkeit des Motivs zu messen und daraus die Blendenzahl und Belichtungszeit für die Belichtung zu berechnen. 
Gemessen wird die Beleuchtungsstärke des vom Motiv zur Kamera reflektierten Lichts in der Einheit Lux, früher in phot, also einfallender Lichtstrom Φ pro Flächeneinheit. Als eigenständiges Gerät wird es als Handbelichtungsmesser und als Teil einer Kamera als integrierter oder interner Belichtungsmesser bezeichnet.

## Technik

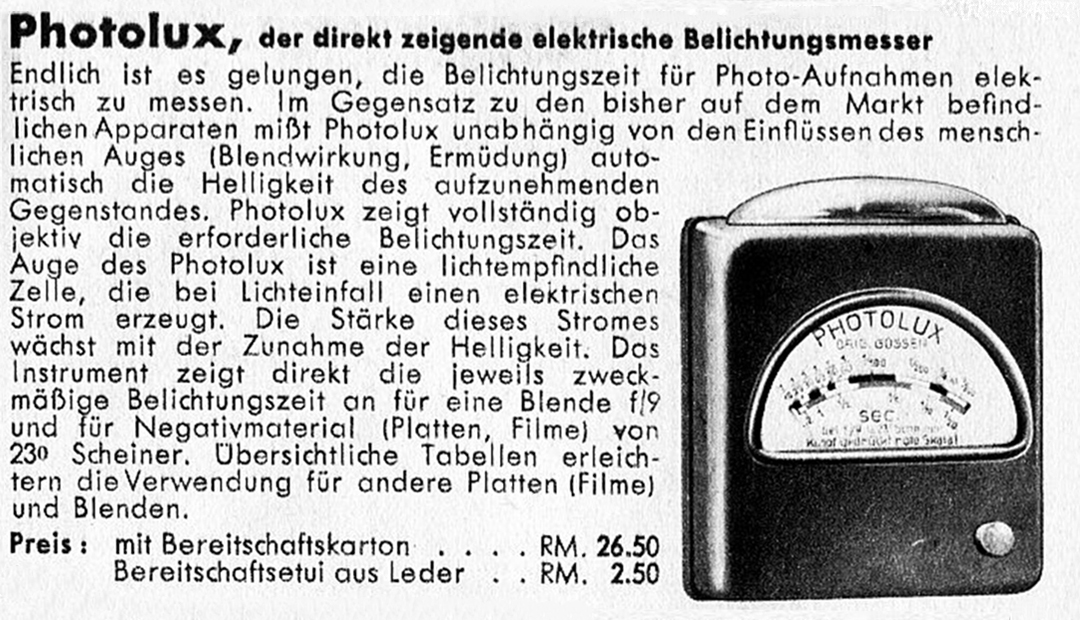
Werbung der Firma P. Gossen für ihren Belichtungsmesser „Photolux“ mit Selenzelle, 1933

Erste Methoden, die richtige Belichtung des fotografischen Materials durch Messung festzustellen, stammten aus dem 19. Jahrhundert und nutzten photochemische Vorgänge, indem die Schwärzung eines mit einer lichtempfindlichen Substanz behandelten Materials mit dem Auge beobachtet und etwa mit einer Vergleichsskala verglichen wurde.
Frühe Fotografen sollen angeblich die Pupille einer Katze zur Belichtungsmessung herangezogen haben.
Als optische Belichtungsmesser kamen zunächst die Stufenfotometer wie das „Lucimeter“ ebenfalls bereits im 19. Jahrhundert auf den Markt. Bei diesen wurde mittels abgestufter übereinander liegender Papiere oder Glasplättchen nach der Zahl derselbigen gesucht, bei denen kein Licht  mehr das Gerät durchdrang; aus der Zahl konnten dann auf die einfallende Lichtmenge und damit die nötige Belichtungszeit Rückschlüsse gezogen werden.
Moderne Belichtungsmesser verwenden zur Lichtmessung einen Lichtsensor. Es werden Fotowiderstände und Fotodioden eingesetzt. Der Lichtsensor muss eine spektrale Empfindlichkeit besitzen, die an die Hellempfindlichkeitskurve des Auges beziehungsweise des Films angepasst sein muss.
Ältere Belichtungsmesser arbeiteten mit einer seit 1883 durch Charles Fritts bekannten Selenzelle, einem Fotoelement bzw. einer Fotodiode auf der Basis polykristallinen Selens. Die Selenzelle speiste direkt ein Drehspulmesswerk; solche photovoltaischen Belichtungsmesser benötigten daher keine Batterie. Da der Fotostrom der Selenzelle wie auch anderer Fotodioden linear zur Beleuchtungsstärke ist, besaßen diese Belichtungsmesser oft eine Bereichsumschaltung (elektrisch, Graufilter oder Lochblende), um alle Helligkeiten abzudecken, oder ein Stellrad zur Verrechnung von Filmempfindlichkeit, Belichtungszeitwert und Blende. Der erste mit einer Selenzelle bestückte elektrische Belichtungsmesser wurde von der Weston-Gesellschaft in den USA im Jahr 1932 auf den Markt gebracht; ein erstes deutsches Gerät „Photolux“ entsprang ebenfalls 1932 einer Zusammenarbeit von Bruno Lange mit der Firma P. Gossen in Erlangen und war ab Frühjahr 1933 erhältlich.
Neuere Geräte und Belichtungsmesser in Kameras arbeiten oft mit einem Cadmiumsulfid (CdS)-Fotowiderstand; sie benötigen daher eine Batterie als Energiequelle, oft in Form einer Knopfzelle. Der Widerstandsverlauf von Fotowiderständen ist stark nichtlinear, so dass oft keine Bereichsumschaltung nötig ist.
Sowohl Selenzellen als auch CdS-Fotowiderstände besitzen annähernd eine spektrale Empfindlichkeit wie das Auge und benötigen daher keinen Farbfilter. Einer Silizium-Fotodiode muss hingegen ein Tageslichtfilter vorgesetzt sein, um diese an die spektrale Empfindlichkeit anzupassen beziehungsweise deren höhere Empfindlichkeit im Rot- und Infrarotbereich zu kompensieren.
Blitzbelichtungsmesser messen nicht die Beleuchtungsstärke, sondern die Lichtmenge, die auf sie trifft, indem sie das Integral der Beleuchtungsstärke während der Zeit des Blitzes bilden. Sie benötigen daher eine Synchronisierung zum Blitzgerät: entweder synchronisieren sie sich selbst bei Beginn des Blitzes, oder sie besitzen einen Synchronanschluss, um den Blitz über ein Kabel auszulösen.
Spiegelreflexkameras mit Innenmessung besitzen einen Fotoempfänger im Strahlweg hinter der Blende. Sie können daher objektivunabhängig die Beleuchtung messen. Sie besitzen eine mit der Belichtungszeit und der Filmempfindlichkeit korrigierte Mittenanzeige mit Leuchtdioden oder einem in das Sucherbild eingeblendeten Zeiger.
Automatische Kameras können überdies häufig die Blitzenergie während der Aufnahme anhand der vom Objekt reflektierten Lichtmenge steuern. Sie beenden den Blitz, wenn genügend Licht zurückgeworfen wurde.
CCD- und CMOS-Kameras benötigen keinen separaten Belichtungsmesser, da sie die Beleuchtungsstärke anhand ihrer Bildsensoren ermitteln können.

## Integrierter oder Interner Belichtungsmesser

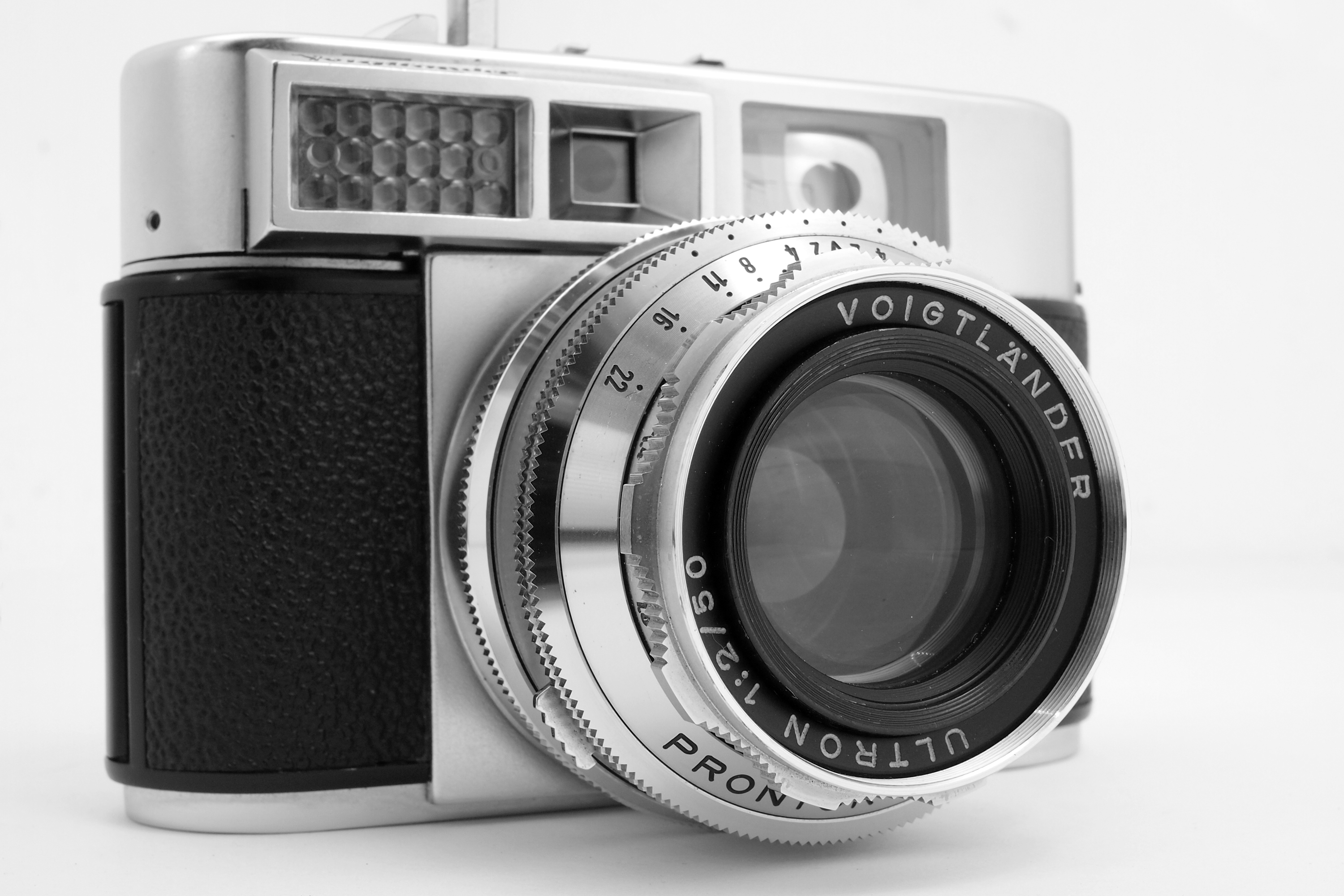
Kamera mit Selen-Belichtungsmessfeld am Gehäuse und Nachführsystem im Sucher

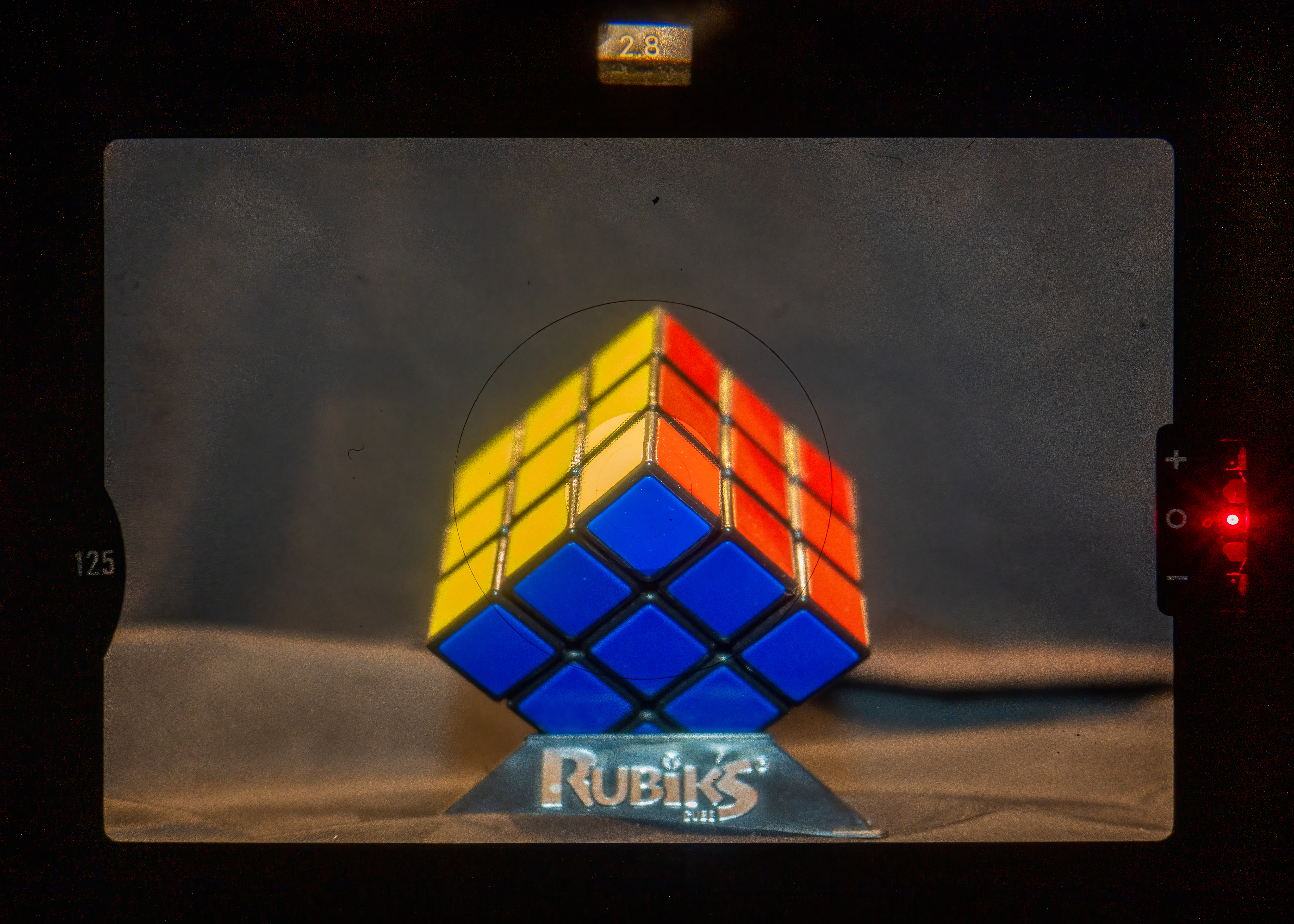
Belichtungsmesser mit LED-Anzeige im Sucher einer Nikon FM (1977)

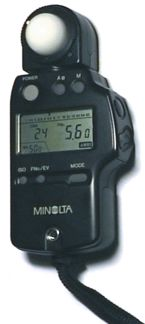
Digitaler Handbelichtungsmesser

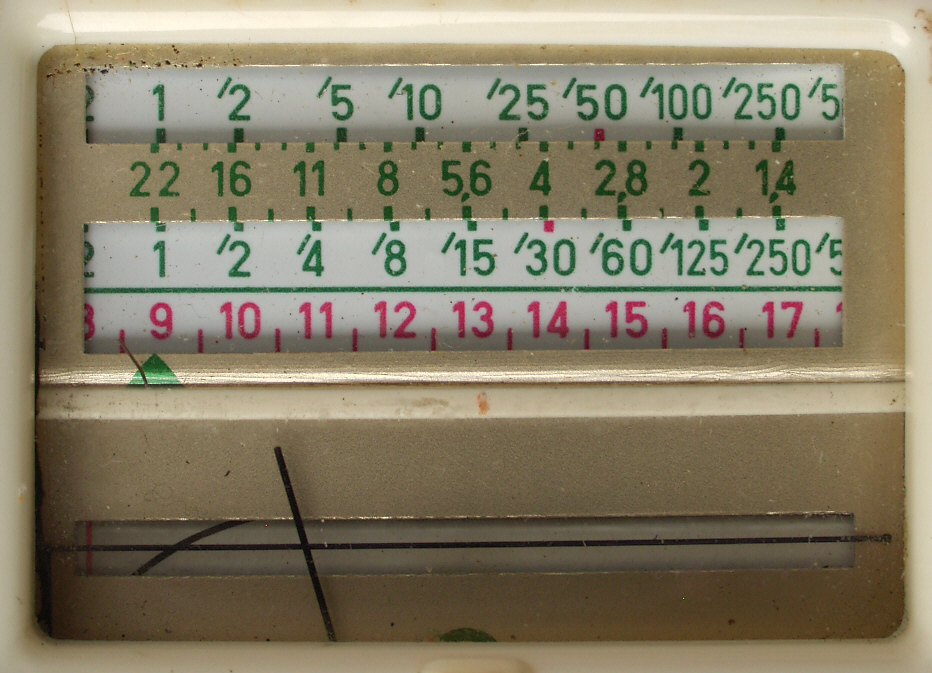
Skala eines älteren Handbelichtungsmessers (Gossen Sixtomat mit Selenzelle). Um die richtige Zeit-/Blendenkombination zu ermitteln, muss solange an einem Rad gedreht werden, bis sich a) der Zeiger, b) die waagerechte schwarze Linie sowie c) die Kurve auf einer Drehwalze in einem Punkt schneiden. Dies ist auf der Abbildung noch nicht der Fall (die Kurve befindet sich noch links vom Zeiger).

Ein Belichtungsmesser ist heute Bestandteil fast aller Fotoapparate. Er ist im Wesentlichen für die richtige Belichtung einer Aufnahme verantwortlich, da er das richtige Verhältnis aus Belichtungszeit und Blendenöffnung (in Abhängigkeit von der Empfindlichkeit des Films) berechnet. Berechnete Belichtungszeit und/oder Blendenöffnung werden dann entweder von der Kamera selbständig (Automatik) oder vom Fotografen manuell eingestellt (mittels Nachführmessung oder über abgelesene EV/LW/Blenden/Zeit-Werte).
Die interne Belichtungsmessung einer (Spiegelreflex-)Kamera durch das Objektiv hindurch wird entsprechend dem englischen Begriff "Through The Lens" als TTL-Belichtungsmessung bezeichnet.
Sucherkameras verfügen häufig über eine Belichtungsmessung, die neben dem Objektiv oder im Kameragehäuse eingebaut ist. Bei Nahaufnahmen kann diese Anordnung durch die Parallaxe zu Fehlmessungen führen. Einzelne Kamerakonstruktionen nutzen für die Belichtungssteuerung auch das vom Film während der Belichtung reflektierte Licht.

## Handbelichtungsmesser
Als separates Zubehör wird der Handbelichtungsmesser vor allem in Fotostudios oder bei professionellen Arbeiten eingesetzt. Hier ist der integrierte Belichtungsmesser oft überfordert, da man meist mehrere künstliche Lichtquellen einsetzt.
Bei der Verwendung von Tochter-Blitzgeräten kann der integrierte Belichtungsmesser einer Kamera mit eingebautem Blitz die exakte Lichtmenge nicht steuern, da sich das Licht der anderen Blitzquellen erst beim Auslösen des Blitzes addiert, was zu einer Überbelichtung führt. In diesen Situationen kann nur ein separater Belichtungsmesser die exakte Lichtmenge messen. Die hieraus gewonnenen Daten können dann an der Kamera so eingestellt werden, dass eine korrekte Belichtung gewährleistet ist.
Die Messung findet entweder vom Kamerastandpunkt aus statt oder direkt am Objekt oder einer Graukarte. Spezielle Spot-Belichtungsmesser dienen der Messung einzelner Bildausschnitte.
Mit Hilfe eines speziellen Filters (Kalotte) kann statt des reflektierten Lichtes bei vielen Handbelichtungsmessern auch das Licht gemessen werden, das von der Lichtquelle geliefert wird und auf das Objekt fällt. Der Filter wird entweder vor den Sensor geschoben oder geklappt.